# Mimoides
Mimoides es un género de mariposas de la familia Papilionidae. Es una especie nativa de América que estaba previamente en el género Eurytides.

## Especies
- Mimoides ariarathes (Esper, 1788)
- Mimoides euryleon (Hewitson, [1856]) –
- Mimoides ilus (Fabricius, 1793)
- Mimoides lysithous (Hübner, [1821])
- Mimoides microdamas (Burnmeister, 1878)
- Mimoides pausanias (Hewitson, 1852)
- Mimoides phaon (Boisduval, 1836)
- Mimoides protodamas (Godart, 1819)
- Mimoides thymbraeus (Boisduval, 1836)
- Mimoides xeniades (Hewitson, 1867)
- Mimoides xynias (Hewitson, 1875)